# Hendrik Dorgathen
Hendrik Dorgathen (* 1957 in Mülheim an der Ruhr) ist ein deutscher Illustrator und Zeichner.

## Biographie
Hendrik Dorgathen studierte nach dem Abitur in Duisburg Kunstpädagogik und Evangelische Theologie, ehe er 1983 für ein Studium in Kommunikationsdesign an die Gesamthochschule Essen wechselte. Als Illustrator lieferte er Arbeiten für Geo, Die Zeit, Bild der Wissenschaft, SZ-Magazin, FAZ, die New York Times und zahlreiche andere Publikationen. Seit 2003 ist er Professor für Illustration und Comics an der Kunsthochschule Kassel. Zu seinen Meisterschülern gehört der Comiczeichner und Illustrator Lukas Kummer.
Er schuf neben seinen illustratorischen Arbeiten auch Comic-Bücher und Animationsfilme, für den Musiksender MTV, für Theater-Inszenierungen, für internationale Spielfilme, für die Expo 2000 in Hannover und für das Smithsonian Institute in Washington. Performances erarbeitete er in Zusammenarbeit mit dem ZKM Karlsruhe für die Transmediale in Berlin sowie für den Kunstverein Kassel. Seit 2018 schmückt seine Illustration eines Drachen den Mario-Adorf-Preis, welcher im Rahmen der Nibelungenfestspiele Worms vergeben wird.

## Werke
- Präpostfluxoflex, 1992 ISBN 3-551-02815-X
- Spacedog, 1993, aktuelle Ausgabe 2009 ISBN 1-584-23365-6
- Triebwerk 1: Alte Götter – Neue Götter, 2005 ISBN 3-833-43277-2
- SLOW, 2008 ISBN 3-037-31032-4

## Preise und Auszeichnungen
- Ruhrpreis für Kunst und Wissenschaft 1991
- Max-und-Moritz-Preis 1994
- Comic-Salon Plakate (1992 und 1994)